# Ixora orophila
Ixora orophila är en måreväxtart som beskrevs av Cornelis Eliza Bertus Bremekamp. Ixora orophila ingår i släktet Ixora och familjen måreväxter. Inga underarter finns listade i Catalogue of Life.